# فرودگاه منطقه‌ای جیزان
فرودگاه منطقه‌ای جیزان (به انگلیسی: Jizan Regional Airport) (به زبان بومی: King Abdullah Bin Abdulaziz Airport) یک فرودگاه نظامی و همگانی با کد یاتا GIZ است که یک باند فرود آسفالت دارد و طول باند آن ۳۰۵۰ متر است. این فرودگاه در شهر جیزان کشور عربستان سعودی قرار دارد و در ارتفاع ۶ متری از سطح دریا واقع شده‌است.

## شرکت‌های هواپیمایی و مقصدهای پروازی
شرکت هواپیماییs offering scheduled passenger service:
| شرکت‌های هواپیمایی | مقصدهای پروازی                                         |
| ----------------- | ------------------------------------------------------ |
| ایر عربیا         | شارجه                                                  |
| فلای‌دبی           | دوبی                                                   |
| فلای‌ناس           | ملک خالد، ملک عبدالعزیز، ملک فهد، منطقه‌ای ابها         |
| نسما ایرلاینز     | قاهره                                                  |
| Nile Air          | قاهره                                                  |
| هواپیمایی سعودی   | ملک خالد، ملک عبدالعزیز، ملک فهد، محلی تبوک، محلی طائف |